# リエネ松前風力発電所
リエネ松前風力発電所（リエネまつまえふうりょくはつでんしょ）は、北海道松前郡松前町にある集合型風力発電所。

## 概要
北海道内初となる蓄電池を併設した風力発電所であり、総出力は40.8MW、年間の総発電量は一般家庭約21,300世帯分の電力を発電している。風力発電設備は館浜地区から清部地区の国道228号沿いの山側の丘陵地約15 kmに渡って点在しており、最も南側に連系変電設備と蓄電池システム（電力貯蔵装置）を設置している。
松前町と東急不動産は、風力発電の推進、災害に強いまちづくりや地域活性化に向けた取組みなどでの協定を締結している。

## 設備
風車はシーメンスガメサ・リニューアブル・エナジー製による3,400 kW風車12基を設置している。タワーの高さは94 m、ブレードを含めた全高は148 mとなり、運転開始時において日本国内最大の風車となっている。蓄電池は日本ガイシ製のナトリウム・硫黄電池（NAS電池）18,000 kW、蓄電池用のパワーコンディショナーは東芝三菱電機産業システム（TMEIC）製を使用している。